# Astrafobia
Astrafobia (del griego αστράφε, "rayo" , "relámpago" "destello" , "chispa" , "centella" y del griego —φοβία, "temor"), también conocida como astrapofobia, brontofobia, keraunofobia o tonitrofobia, es el miedo irracional a ser alcanzado por un rayo. También es el temor enfermizo a los truenos, relámpagos y tempestades. Es especialmente común en los niños. También suele recibir el nombre de miedo a las tormentas o miedo a las tronadas dispersas y/o aisladas.

## Cuadro clínico
Los síntomas, como en las demás fobias, incluyen el pánico, dificultad para respirar, taquicardia, sudoración, y náuseas. El fóbico suele sentirse sin control de estos síntomas.
Muchos afectados intentan controlar su fobia escondiéndose durante las tormentas. Los niños típicamente se esconden en lugares sin ventanas, como en un armario, debajo de la cama, o en cualquier otro lugar donde puedan evitar ver el relámpago y escuchar el trueno

## Tratamiento
El tratamiento de la astrafobia es similar al de todas las demás fobias: exponer al paciente a lo temido de forma gradual es el método más eficaz. Enseñar al afectado a respirar pausadamente durante la crisis puede ser de ayuda, como lo son también en algunos casos las terapias basadas en la hipnosis.

## Porcentaje
1 de 208 personas en el mundo padece de Astrafobia.